# ネリー・アルカン
ネリー・アルカン（フランス語: Nelly Arcan, 1973年3月5日 - 2009年9月24日）は、カナダのケベック州出身の作家である。ラック＝メガンティック生まれで、本名はイザベル・フォルティエ（Isabelle Fortier）。ネリーの作品は、女性のイメージが与える影響、老化への恐怖、売春、自殺などをテーマにしている。

## 経歴
ネリー・アルカンは青年期に文学に興味をもち、当時はスティーヴン・キングの小説の熱心な読者であった。時が経つにつれて、彼女はより多様な文学作品や哲学に興味を示すようになった。彼女に影響を与えたのはニーチェとロートレアモンであった。1994年、セジェップ・ドゥ・シェルブルックで人間科学を学んだ後、ネリーはラック＝メガンティックを離れてモントリオールに移り、ケベック大学で文学研究を始めた。卒業後、アンヌ・エレーヌ・クリシェの指導の下で修士号を取得した。研究のタイトルは Le Poids des mots, ou La matérialité du langage dans Les mémoires d'un névropathe de Daniel Paul Schreberであった。  
2001年に発表したオートフィクションの処女作『Putain』はメディシス賞とフェミナ賞の候補作品となった。続いて2004年に発表した小説『Folle』もフェミナ賞の候補となった。  
2007年9月、ネリーはカナダのトーク番組Tout le monde en parleでインタビューを受けた。彼女はこのインタビューを、未発表作品『La Honte』において屈辱的な経験であったと記している。
2008年、彼女は振付師のマノン・オリニーと共に『L'Écurie』という題名のコンテンポラリーダンスを振り付けた。ネリーはまた、アンヌ・フォンテーヌ監督の映画『恍惚』にダイアローグを執筆し、週刊誌『Ici Montréal』でコラムを掲載した。
2009年9月24日、ネリー・アルカンはモントリオールのプラトー・モン・ロワイヤルのアパートにて遺体で発見された。死因は首吊り自殺であった。
ネリーの死から2か月もたたないうちに、彼女が生前に執筆した小説『Paradis clef en main』が出版された。この作品はそれまでのオートフィクションとは異なり、自殺企図の失敗の後に対麻痺となった女性が人生に対して新たな希望を抱く物語である。
2011年、Editions du Seuilは『Burqa de Chair』という題名の遺作コレクションを発表した。このコレクションは、未発表の2つのストーリー（(1) L'Enfant dans le miroir の拡張版である La Robe et La Honte および（2）自身のスピードデートの経験と彼女自身の記録を綴った Se tuer peut nuire à la santé）からなる。
2013年、ネリーの生まれ故郷メガンティックは、2014年5月5日に開館した市立図書館を、彼女の名誉を称えて「The Nelly-Arcan Municipal Multimedia Library」と命名した · 。さらに、ネリーの人生を描いたアンヌ・エモン監督・脚本の映画『ネリー・アルカン 愛と孤独の淵で』（原題：Nelly）が2017年1月にケベックで公開された。

## 作品
- 2001 : Putain, Éditions du Seuil ISBN 978-2020557177
- 2004 : Folle ISBN 978-2020837903
- 2007 : L'Enfant dans le miroir ISBN 978-2922944365
- 2007 : À ciel ouvert ISBN 978-2757817506
- 2009 : Paradis, clef en main ISBN 978-2923603216
- 2011 : Burqa de chair ISBN 978-2021028829, publication posthume - préface de Nancy Huston